# 李同芳 (萬曆丁未進士)
李同芳（1567年—？），字公杨，號振宇，廣東廣州府东莞县竈籍，明朝政治人物。

## 生平
万历十年（1582年）壬午科廣東乡试举人，萬曆三十五年（1607年）丁未科進士，吏部觀政，本年六月授江西南城知县，三十八年丁憂，四十一年補江都县，四十四年考察，補临漳知县，四十六年升刑部主事，四十七年考察。

## 家族
曾祖李桓。祖父李宗御。父李應龍。母何氏，継母陳氏。慈侍下。弟李果、李同陽。